# Svandís Svavarsdóttir
Svandís Svavarsdóttir (* 24. srpna 1964 Selfoss) je islandská politička. 
Je dcerou bývalého ministra sociálních věcí Svavara Gestssona, je vdaná a má čtyři děti. Vystudovala lingvistiku na Islandské univerzitě a pracovala jako učitelka znakového jazyka. V roce 2006 byla zvolena do městské rady Reykjavíku, kde prosazovala rovné příležitosti pro ženy. Roku 2009 se stala poslankyní Althingu za Levicově-zelené hnutí a ministryní životního prostředí ve vládě Jóhanny Sigurðardóttir. Funkci zastávala do voleb v roce 2013, kdy její hnutí odešlo do opozice. V následujícím volebním období byla předsedkyní jeho poslaneckého klubu a pracovala v parlamentních výborech pro školství a životní prostředí. 
Do vlády se vrátila v roce 2017, kdy její stranická kolegyně Katrín Jakobsdóttir sestavila širokou koalici. Do roku 2021 Svavarsdóttir vedla ministerstvo zdravotnictví a během působení ve funkci navrhla zmírnění potratového zákona. V letech 2021 až 2024 byla ministryní zemědělství a rybolovu. V roce 2023 nařídila pozastavení lovu velryb, které však islandský ombudsman označil za nezákonné a opozice vyzvala ministryni k rezignaci.
Po nástupu Bjarniho Benediktssona do čela vlády v dubnu 2024 se stala ministryní infrastruktury. V říjnu téhož roku byla zvolena předsedkyní Levicově-zeleného hnutí. Iniciovala pak jeho odchod z vlády, což vedlo k předčasným volbám v listopadu 2024, v nichž její hnutí získalo pouze 2,3 % hlasů a přišlo tak o zastoupení v parlamentu.